# قضايا بيئية في تايلاند
سبّبَ النمو الاقتصادي الكبير لتايلاند العديد من القضايا البيئية. تواجه الدولة مشكلات في الهواء، وانخفاض في تعداد أنواع الكائنات البرية، وإزالة الغابات، وتعرية التربة، وشح المياه، ومشاكل النفايات. وفقًا لمؤشر عام 2004، وصلت تكلفة تلوث الهواء والماء في البلاد إلى 1.6-2.6 % تقريبًا من الناتج المحلي الإجمالي السنوي. وعليه، سبّبَ النمو الاقتصادي التايلاندي أضرارًا كبيرة على الشعب والبيئة.

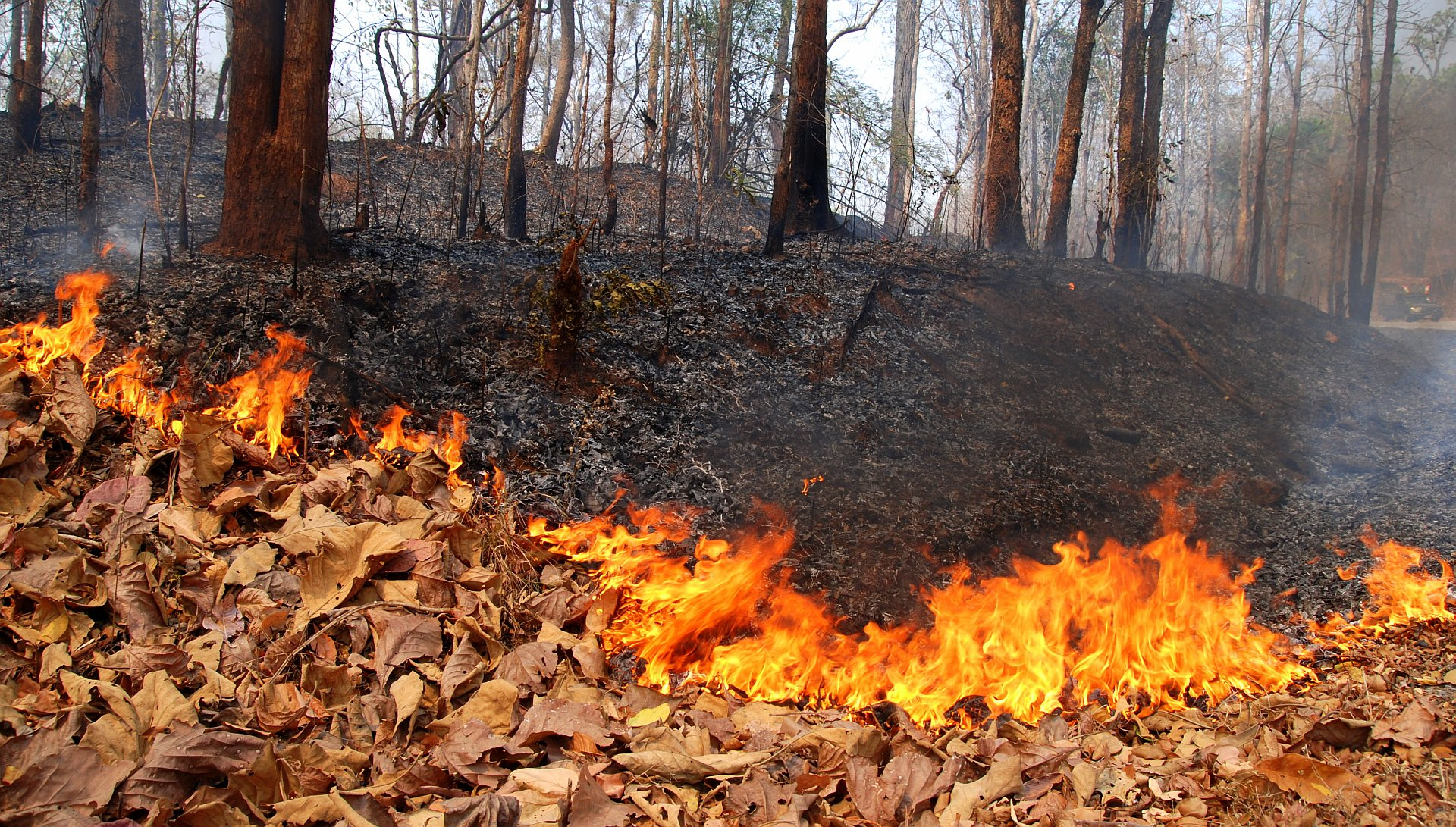
حريق غابات في محافظة ماي هونغ سون عام 2010.

حذرت خطة التنمية الاقتصادية والاجتماعية التايلاندية الثانية عشرة (2017-2021) أنه، «في الوقت الحاضر، المصادر الطبيعية والجودة البيئية للبلاد في حالة تدهور، وأصبحت مواطن ضعف في حركة الحفاظ على قاعدة الإنتاج، ومجال الخدمات وسبل العيش المستدامة. استُخدم قدر كبير من مخزون المصادر الطبيعية في عملية التنمية، مما أدى إلى التدهور المستمر لهذه المصادر. استُنفذت الغابات، وأصبحت التربة غير خصبة، ووقع التنوع الحيوي تحت التهديد. بينما يظهر خطر مستقبلي في شح المياه، إذ أن المحتوى الحالي من المياه لا يلبي حاجات القطاعات المختلفة. تنشأ الصراعات على استخدام المصادر الطبيعية بسبب حالة الاستغلال الموجودة، والتوزيع غير العادل في عملية الحصول عليها. وأكثر من ذلك، ظهرت المشاكل البيئية مع النمو الاقتصادي والتوسع الحضاري العمراني. أثرت كل هذه المشاكل على نوعية الحياة وأضافت تكاليف اقتصادية أكبر».

## التغير المناخي
وجد الباحثون أن درجات الحرارة ازدادت في تايلاند خلال نصف العقد الأخير. يوجد تفاوت قليل في عمليات تقييمها. أفادت مديرية تايلاند للأرصاد الجوية أن معدل الحرارة السنوي في تايلاند ارتفع بمقدار درجة مئوية واحدة تقريبًا من عام 1981 إلى عام 2007. وجدت دراسة أخرى أن معدل درجات الحرارة السنوي في تايلاند ازداد بمقدار 0.95 درجة مئوية بين عام 1955 وعام 2009، أكثر من ازدياد المعدل العالمي السنوي للحرارة الذي هو 0.69 درجة مئوية. ارتفعت أعلى درجة حرارة سنوية بمقدار 0.86 درجة مئوية، وانخفضت أخفض درجة حرارة سنوية بمقدار 1.45 درجة مئوية خلال 55 سنة الماضية. من عام 1993 إلى عام 2008، ارتفع منسوب سطح البحر في الخليج التايلاندي بنحو 3-5 مم في السنة مقارنةً مع المعدل العالمي المقدر بنحو 1.7 مم في السنة. حذر البروفيسور داني ماركس، مستشار في أمور المناخ لصالح مؤسسة روكفيلر، بأنه «من المتوقع أن يؤثر التغير المناخي بشكل كبير على العالم، ومن المرجح أن تكون تايلاند واحدة من أكثر البلدان المتأثرة بسبب موقعها الجغرافي، واقتصادها ومستوى التنمية فيها». ارتفاع مستوى سطح البحر، الذي يسببه التغير المناخي، واحد من الأخطار الكبيرة التي تهدد تايلاند.

### التعرضية والتجاوب الحكومي
هلكت بعض الأنظمة البيئية المدارية بسبب التغير المناخي أسرع مما كان مُتوقعًا -ابيضاض الشعب المرجانية أحد الأمثلة على ذلك- بينما تتضرر المزيد من الموائل مع الوقت. ظهر أن الأنظمة البيئية المدارية هشة خصوصًا لأن الأصناف الحية المدارية تطورت ضمن نطاقات معينة ومحدودة من الحرارة. ومع درجات الحرارة المتصاعدة، من المحتمل ألّا تنجو هذه الأنظمة. وفقًا لأحد التقارير، من المحتمل أن تايلاند ستتأثر بشكل غير متكافئ (أكثر من غيرها) بعواقب التغير المناخي.
تُسبّب الحرارة المرتفعة جدًا في جنوب شرق آسيا اليوم بتقليل ساعات العمل بمقدار 15-20%، ويمكن أن تتضاعف هذه النسبة بحلول عام 2050 مع تقدم التغير المناخي، وفقًا لورقة بحثية نُشرت في مجلة آسيا-باسيفيك للصحة العامة. يتوقع البحث خسارة بمقدار ستة بالمئة من الناتج المحلي الإجمالي التايلاندي بحلول عام 2030 بسبب انخفاض ساعات العمل بسبب ارتفاع درجات الحرارة. تنبأ بحث نُشر في مجلة طبيعة، من قِبل الأستاذ مورا، بأنه «ستصبح الأمور خارج السيطرة في المناطق المدارية في حوالي عام 2020». يتنبأ بعض العلماء أنه بحلول عام 2100، «ستصبح معظم المناطق القريبة من خط الاستواء غير قابلة للسكن بسبب شدة الحرارة أو الجفاف».
أفادت ناسا أن عام 2016 سيكون العام الأكثر حرارة خلال 136 سنة من التسجيل الحديث. محليًا، أفادت مديرية الأرصاد الجوية التايلاندية أن درجة الحرارة في مقاطعة ماي هونغ سون بلغت 44 درجة مئوية في 28 أبريل عام 2016، محطمةً الرقم القياسي «لليوم الأكثر حرارة» في تايلاند. يكون شهر أبريل في تايلاند حارًا بشكل عام، ولكن سجّلَ طقس عام 2016 الحار في تايلاند أطول موجة حر خلال 65 سنة على الأقل. أكدت المنظمة العالمية للأرصاد الجوية في بيان حول حالة المناخ العالمي لعام 2016 أن عام 2016 كان الأكثر حرارة في تاريخ تايلاند.
حللت مجموعة أثر المناخ في معهد غودارد للدراسات الفضائية الخاص بناسا بيانات المناخ للمدن الكبيرة في جميع أنحاء العالم. وجدت أنه كان في مدينة بانكوك عام 1960، 193 يوم بلغت درجة حرارته 32 درجة مئوية أو أعلى. في عام 2018، يمكن أن يمر على مدينة بانكوك 276 يوم بدرجة حرارة 32 مئوية أو أعلى. تنبأت المجموعة ارتفاعًا بحلول عام 2100، في المتوسط، من 297 يوم إلى 344 يوم بدرجة حرارة فوق 32 مئوية.
يفيد تقرير منظمة الأغذية والزراعة حول حالة مصائد الأسماك والمزارع المائية في العالم لعام 2016 بأنه وُجد في دراسة حديثة أن التغير المناخي سيؤثر على الأمن الغذائي في آسيا بحلول منتصف القرن الواحد والعشرين. وتعتبر أن مصائد الأسماك في تايلاند من بين أكثر المتضررين بكل تنوعاتها البيئية -مسامك المياه العذبة، والمياه قليلة الملوحة، والبحرية.
يدرس الباحثون في ستانفورد وجامعة كاليفورنيا، السجلات التاريخية حول كيفية تأثير درجات الحرارة على الاقتصاد، متوقعين أنه، على ضوء التوجهات الحالية، سيكون الدخل العالمي أقل بنحو 23% بنهاية القرن عما سيكون عليه دون حدوث التغير المناخي. الانخفاض في الدخل ليس موزعًا بانتظام، تعد المناطق المدارية الأكثر تضررًا. تُقدر الدراسة أن الناتج المحلي الإجمالي التايلاندي سيتأثر بانخفاض مقداره 90% في عام 2099 مقارنةً بالناتج المحلي لعام 2016. حتى قطاعات الاقتصاد المتخصصة يمكن أن تتأثر: يمكن أن تنخفض سياحة الشعب المرجانية على نطاق العالم – التي تساوي 36 مليار دولار عام 2019 – بمقدار 90% في تايلاند والبلدان الأربعة الرائدة الأخرى في مجال سياحة الشعب المرجانية بحلول عام 2100.
ارتفعت انبعاثات ثاني أكسيد الكربون في تايلاند للفرد الواحد من 0.14 طن عام 1960 إلى 4.5 طن في عام 2013 بينما ازداد تعداد السكان من 27 مليون إلى 67 مليون خلال نفس تلك الفترة.
تتوقع خطة تغير المناخ الكبيرة 2012-2050 الموضوعة من قبل الحكومة التايلاندية، أن «تايلاند قادرة على الاستمرار في نموها الاقتصادي والاجتماعي والبيئي بشكل يتماشى مع فلسفة الاكتفاء الذاتي الاقتصادية وأن تخفض انبعاثات الغازات الدفيئة بحلول عام 2050، دون عرقلة نمو الناتج المحلي الإجمالي للبلاد أو تقليل قدرتها الإنمائية والتنافسية».

## اتفاقية باريس حول المناخ
طرحت تايلاند إسهاماتها المحددة على الصعيد الوطني في اتفاقية الأمم المتحدة الإطارية بشأن التغير المناخي في 1 أكتوبر عام 2015. تعهدت بتخفيض مقداره 20-25% من انبعاثاتها من الغازات الدفيئة بحلول عام 2030. أرسلت تايلاند 81 ممثلًا، بكلفة 20 مليون بات تايلاندي، إلى مؤتمر الأمم المتحدة للتغير المناخي عام 2015 في باريس، 30 نوفمبر-11 ديسمبر عام 2015. وقعت تايلاند على اتفاقية باريس للمناخ في 22 أبريل عام 2016 في احتفال التوقيع الرسمي، وصدقت على التزامها بالمعاهدة في 21 سبتمبر عام 2016.